# Jürgen Fabritius
Jürgen Fabritius (* 8. Juni 1941 in Wallerfangen; † 14. Juli 2024 in Duisburg) war ein deutscher Dramaturg und Theaterintendant.

## Leben und Wirken
Fabritius wuchs in Duisburg auf. Er studierte Germanistik, Theaterwissenschaft und Kunstgeschichte in Berlin und Köln. 1965 kam er nach Wiesbaden und 1968 nach Köln, wo er 1974 persönlicher Referent des Intendanten Claus-Helmut Drese wurde. Nach der Teilung der Bühne in Opern- und Schauspielhaus war er Referent des Kölner Schauspieldirektoriums.
1979 machte ihn Intendant Hans Peter Doll zu seinem persönlichen Referenten und zum Operndramaturgen am Staatstheater Stuttgart. In der Spielzeit 1983/84 wurde Fabritius für viele überraschend zum Generalintendanten der Wuppertaler Bühnen ernannt. 1988 kehrte er an das Staatstheater Stuttgart zurück, wo er bis Ende 1990 Mitglied der Direktion war. Im Februar 1991 wurde er Intendant des Landestheaters Eisenach. Als der Kreistag beschloss, das Schauspiel an dem Drei-Sparten-Haus im Herbst 1993 zu schließen, weigerte er sich, den betroffenen Schauspielern zu kündigen und verließ das Theater am Ende der Spielzeit 1992/93.